# Genuri jurnalistice
Genurile jurnalistice se împart în trei categorii: informative, opinie și comentariu și nobile. Genurile jurnalistice informative cuprind: știrea, relatarea și sinteza. Toate cele trei tind spre obiectivitate neapărând opinia celui care scrie. Editorialul, comentariul, recenzia și cronica sunt materiale de opinie, care necesită părerea avizată a unui specialist. Reportajul, ancheta și interviul fac parte din categoria genurilor jurnalistice nobile.

## Textul jurnalistic
Textul jurnalistic este acel material produs de un comunicator profesionist (de obicei, jurnalistul ) cu intenția de a informa, forma, convinge sau distra publicul.

## Știrea scurtă
Este considerată unitatea elementară a presei. Este cea mai citită știre, având cea mai mică dimensiune. Uneori nu are titlu, dar poate să fie precedată de cuvinte reprezentative (exemplu: crimă). În general are 5-10 randuri scrise într-un singur paragraf. Întreaga informație este concentrată într-o frază sau două. Pot fi grupate pe manșeta ziarului în rubrici cu titluri ”pe scurt”.

### Manșeta ziarului
Este construită dintr-o serie, succesiune de informații de aceeași natură aflate pe aceeași coloana (știri interne sau internaționale)

## Știrea dezvoltată
Specie intermediară aflată între știrea scurtă și relatare. Are lungimi și modalități de prezentare variabile. Retranscrie un eveniment și aduce la lumina zilei, aspecte subterane care l-au provocat sau care îl pot explica. În primul rând este necesar să descriem, în al doilea rând este important să căutăm să înțelegem. Evenimentul este partea vizibilă a iceberg-ului, dar cauzele sale reale nu sunt întotdeauna cele mai ușoare de remarcat.

## Sinteza
Reprezintă reformularea, rescrierea într-un singur articol a mai multor informații, care au fost preluate separat (de la reporteri, agenții de presă, communicate)

### Realizarea sintezei
Toate elementele la dispoziție se adună într-un dosar și se clasifică, în ordine cronologică sau tematică. Se confruntă informațiile între ele, urmând să se elimine precizările inutile. Se stabilește planul, se reunesc toate elementele avute la dispoziție pentru a forma un tot coerent

## Relatarea
Este o prezentare pe larg a informației factuale despre un eveniment, care a avut loc sau despre consecințele respectivului eveniment. Relatarea reia la modul esențial informații despre un eveniment, dar nu este un proces verbal secundar, care înregistrează și rezumă cronologic toate detaliile, fără a opera selecții. Nu este o povestire a evenimentului, ci doar esența și importanța ei. Tipuri de evenimente care pot fi tratate prin relatare : conferințe de presă, reuniuni, ceremoni, manifestații

## Conferința de presă
Conferința de presă poate consta în dezbateri  sau confruntări între parteneri, decizi luate sau suspendate, voturi exprimate, reacțiile personalităților, modificări anunțate, proiecte adoptate

## Editorialul
Editorialul este cel mai important articol în care se ia atitudine asupra unui fapt de actualitate și se formulează poziția comună sau punctul de vedere al publicației asupra respectivei probleme. Permite stabilirea unei legături cu comunitatea căreia i se adresează. Editorialul adoptă o linie care trebuie să fie în concordanță cu specificul și politica editorială a ziarului.

## Comentariul
Există două tipuri de comentarii: comentariul deschis și comentariul mascat.
Comentariul deschis discută lucrurile prevăzute în mod direct, iar comentariul mascat este comentariul care se înfiltrează între informații (când cititorii nu participă în mod direct la eveniment). Comentariul sau analiza însoțește de obicei o știre, o sinteză, o anchetă sau un reportaj. Un comentariu întotdeauna va interpreta și explica un eveniment. Evenimentul este încadrat într-un contest mai larg, se fac comparații cu situații similare, dacă e cazul cu evenimente petrecute în alte țări, se descrie mecanismul respectivului eveniment, se discuta cauzele, efectele, posibilele evoluții de viitor. Un comentariu trebuie să aduca totodată idei și perspective noi, cu privire la subiectul abordat. Aceste idei pot să fie ale jurnalistului sau pot aparține experților.

### O posibilă structură pentru comentariu
Se trec în revistă principalele fapte, se stabilește diagnosticul, urmând să se dezvolte analiza și să se sublinieze semnificația elementelor studiate. Însă ce trebuie reținut e faptul că trebuie respectată rigurarea argumentației. Judecățiile personale sau judecățiile de valoare își au locul în măsura în care sunt justificate și clare

## Critica
Critica reprezintă atitudinea publicului față de o anumită manifestare, iar criticul este considerat un fel de expert. Acest tip de material trebuie să evalueze aspecte tehnice, artistice și valorice a unui produs cultural (piesa de teatru). O critică trebuie să se orienteze asupra stilului, conținutului și ideilor produsului cultural recenzat. Sensibilitatea criticului este importantă, dar nu suficientă. Un critic bun trebuie să cunoască foarte bine mediul pentru a putea aduce informații suplimentare și inedite.

## Comentariul liber
Comentariile libere, fie se referă la probleme de actualitate, fie au o temă din istorie, literatură. În general este scris de o personalitate din domeniul academic sau cultural. În cadrul unui comentariu liber luările de poziție pot fi extrem de personalizate. Aceste persoane pot fi persoane exterioare redacției.

## Reportaj
Reportajul trebuie să pornească de la un fapt real. Autorul trebuie să aibă calitatea de martor la desfășurarea evenimentelor. Reportajul trebuie să includă o descriere a contextului (o prezentare a atmosferei, cu culori, zgomote), să aibă personaje reale și să includă fapte cu caracter autentic.

## Ancheta
Ancheta este o metodă cantitativă de culegere a informațiilor care folosește chestionarul ca instrument de investigare. Informația nu este culeasa oricum ci prin intermediul unor proceduri standardizate care face posibila extrapolarea cu o eroare acceptabilă a rezultatelor de la o parte a populației investigate la toată populația în ansamblu.

### Tipuri de planuri pentru anchetă
Expunerea problemei, ipoteza, verificarea ipotezei și formularea concluziei. Cauzele care au dus la respectiva situație, posibilele soluții, soluții preconizate. Conflictul inițial, argumentele celor două părți implicate, desfășurarea faptelor, opiniile specialiștilor și starea de lucruri în realitate.

## Interviul
„Este abuziv să numim interviu niște simple vorbe aruncate într-o doară, o declarație făcută de o personalitate sau chiar o discuție cu un specialist” MICHEL VOIROL 
„Interviul este un schimb informațional, care poate duce la un nivel de înțelegere la care nici una dintre părți nu ar avea acces de una singură” METZLER

### Realizarea interviului
În primul și în primul rând trebuie găsit subiectul. Subiect care, fie deține o funcție importantă, fie a realizat ceva important, este acuzat de fapte grave, cunoaște ceva important, este sau a fost martor la un eveniment important sau este persoana căreia i s-a întâmplat ceva important. Discuția pregătitoare este de cele mai multe ori neglijată deși este destul de importantă. Este nevoie de o discuție cu purtătorul de cuvânt sau cu persoana în măsură să faciliteze întâlnirea în scopul luării interviului. Interviul propriu-zis trebuie să conțină un plan bine stabilit de întrebări, tehnica cățărării, răspunsul primei întrebări să facă o a doua întrebare. Înainte de transmiterea informației către public este indicat să se facă o confruntare a intervievatului cu varianta care urmează a fi dată publicării.

### Motive care pot împiedica un interviu
Interlocutorul nu înțelege exact ce fel de informație a fost solicitată.
Interlocutorul nu înțelege exact ce tip de răspuns i s-a cerut, putând să dea un răspuns închis când i s-a cerut un răspuns larg.
Interlocutorul nu înțelege exact întrebarea din cauza unei formulări defectuoase.
Interlocutorul nu deține informația solicitată, fie a uitat-o, fie nu a știut-o.
Interlocutorul poate susține că întrebarea este irelevantă și nu îl privește pe jurnalist.
Interlocutorul nu e capabil să își exprime propriile sentimente din cauza unor traume emoționale.
Interlocutorul consideră că răspunsul nu poate fi înțeles, subiectul este prea tehnic, prea străin pentru jurnalist.